# CaDPat

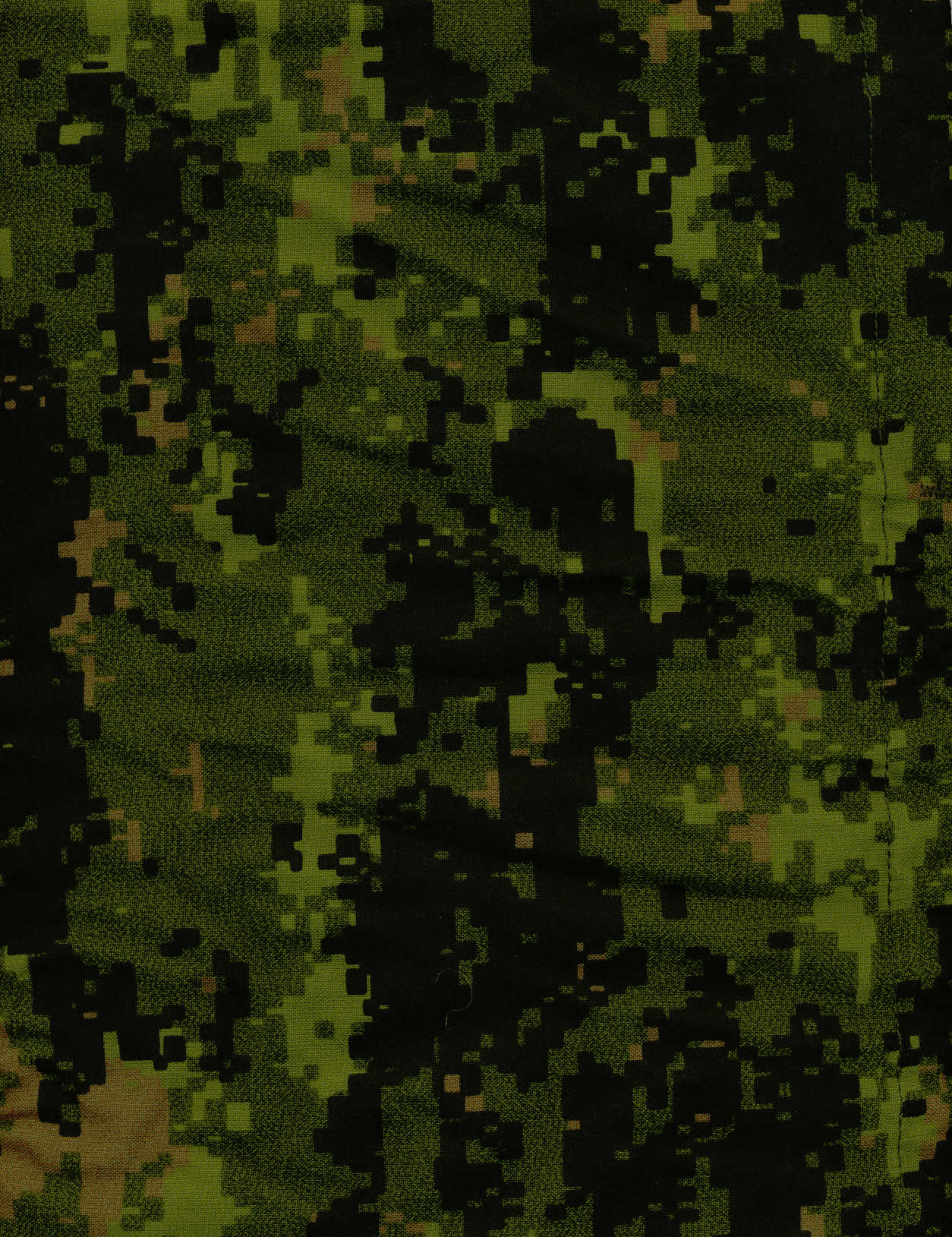
Tessuto mimetico utilizzato dalle forze canadesi

Il CaDPat (Canadian Disruptive Pattern) è lo schema mimetico in uso presso l'esercito canadese ed è il primo micromimetismo concepito. 
Fino all'introduzione del CaDPat gli schemi mimetici erano basati su interpretazioni di processi naturali o addirittura creazioni artistiche. La comprensione di come effettivamente il mimetismo lavori nello spettro visivo ha permesso, tramite sofisticate elaborazioni al computer, la creazione di pattern in grado di massimizzare le qualità mimetiche in ogni ambiente. Le divise in CaDPat hanno sostituito le divise verde oliva dell'esercito canadese degli anni sessanta, rispetto alle quali sono del 40% più efficienti. Sulla scia del CaDPat poco tempo dopo gli United States Marine Corps hanno adottato la MARPAT.  Entrambi i materiali sono anti-IR, ovvero non rilevabili attraverso visori ad infrarossi.

## Variazioni del tessuto

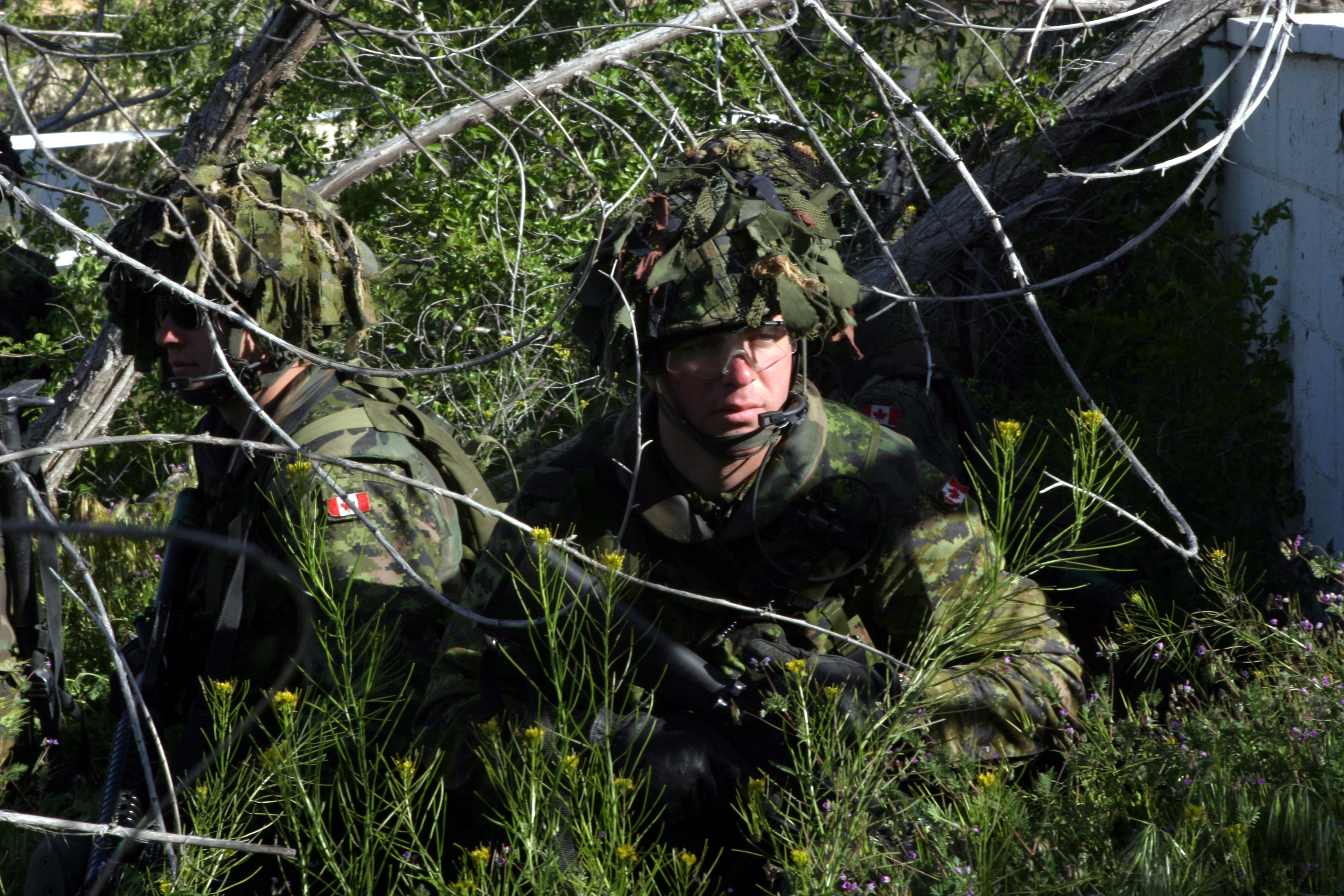
Soldati del 3º battaglione, Princess Patricia's Canadian Light Infantry in mimetica CadPat TW

La CaDPat esiste in tre varianti: TW ("temperate woodland", per le aree bosco se a clima temperato), AR ("arid region", per le aree desertiche) e WA ("winter/arctic", per le aree nevose)